# 普勒莱塞沙莫
普勒莱塞沙莫（法語：Poule-les-Écharmeaux，法語發音：[pul lez‿eʃaʁmo]）是法国罗讷省的一个市镇，属于索恩河畔自由城区。

## 地理
普勒莱塞沙莫（46°8'56"N, 4°27'26"E）面积31.23 平方千米，位于法国奥弗涅-罗讷-阿尔卑斯大区罗讷省，该省份为法国中东部省份，北起顺时针与索恩-卢瓦尔省、安省、里昂大都会、伊泽尔省和卢瓦尔省接壤。普勒莱塞沙莫被法国国家统计与经济研究所归入博热居住区（le bassin de vie de Beaujeu）
与普勒莱塞沙莫接壤的市镇（或旧市镇、城区）包括：普罗皮耶尔、贝勒罗什、谢讷莱特、克拉韦索勒、朗沙勒、圣迪迪耶叙博热。
普勒莱塞沙莫的时区为UTC+01:00、UTC+02:00（夏令时）。

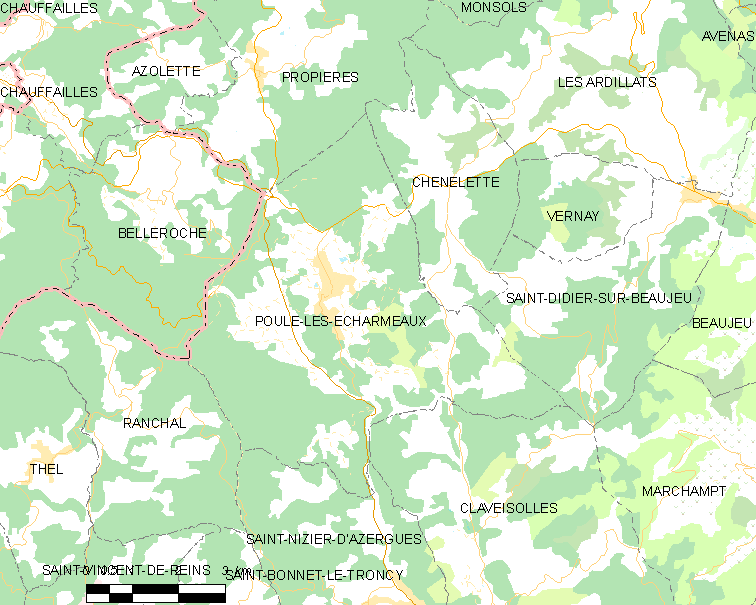
普勒莱塞沙莫的OSM定位图

## 行政
普勒莱塞沙莫的邮政编码为69870，INSEE市镇编码为69160。

## 政治
普勒莱塞沙莫所属的省级选区为蒂济莱布尔县。

## 人口

1962-2008年间普勒莱塞沙莫人口变化图示

普勒莱塞沙莫于2022年1月1日时的人口数量为1027人。